# Enrico IV di Carinzia
Enrico IV di Carinzia, o Enrico di Gorizia, (1065/1070 – 14 dicembre 1123) fu duca di Carinzia e margravio di Verona dal 1122 alla sua morte. Fu il primo duca di quei territori dalla dinastia renana Sponheim.

## Biografia
Enrico era il figlio minore del conte Engelberto I di Sponheim († 1096), margravio d'Istria, figlio maggiore del conte Sigfrido I di Sponheim, e della moglie Edvige, forse figlia del duca Bernardo II di Sassonia della famiglia Billung. Engelberto era stato un sostenitore di papa Gregorio VII nella feroce lotta per le investiture e quindi era stato deposto dalla sua contea nella Val Pusteria bavarese dall'imperatore Enrico IV nel 1091.
Dopo la morte del suo padrino, il duca Enrico III, l'ultimo sovrano della casa di Eppenstein, fu investito del ducato carinziano e della marcia veronese dall'imperatore Enrico V. Tuttavia, non ereditò le terre allodiali di Enrico, che passarono al margravio di Stiria Leopoldo, un membro della dinastia degli Ottocari. Ciò creò la provincia Graslupp, composta dalle terre di Neumarkt e Sankt Lambrecht e alla regione di Murau, che in precedenza apparteneva alla contea carinziana di Friesach, passando per la marca della Stiria.
Enrico, come il suo predecessore, rimase un avversario dell'arcivescovo Corrado I di Salisburgo. Morì un anno dopo l'assunzione del dominio sulla Carinzia e gli successe il fratello minore, Engelberto.